# Earl of Londonderry
Earl of Londonderry ist ein erblicher Adelstitel, der dreimal in der Peerage of Ireland geschaffen wurde.

## Verleihungen und nachgeordnete Titel

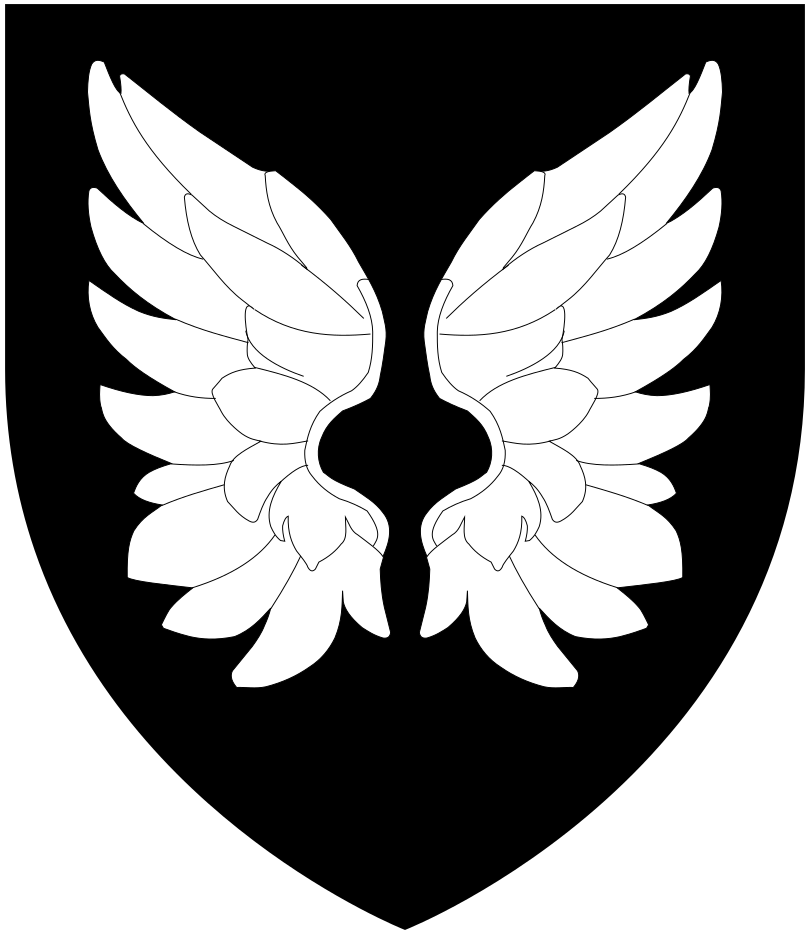
Wappen der Earls of Londonderry erster Verleihung

Wappen der Earls of Londonderry zweiter Verleihung

Wappen der Earls of Londonderry dritter Verleihung

In erster Verleihung wurde der Titel am 23. August 1622 für Thomas Ridgeway, 1. Baron Ridgeway, zusammen mit dem nachgeordneten Titel Viscount Gallen-Ridgeway, geschaffen. Am 25. Mai 1616 war ihm bereits der Titel Baron Ridgeway, of Gallen-Ridgeway, sowie 1611 der Titel Baronet, of Torrington in the County of Devon, verliehen worden. Die Titel gehörten zur Peerage of Ireland bzw. Baronetage of England und erloschen beim Tod seines Urenkels, des 4. Earl im Jahr 1714.
In zweiter Verleihung wurde der Titel am 8. Oktober 1726 für Thomas Pitt, 1. Baron Londonderry, zusammen mit dem nachgeordneten Titel Viscount Gallen-Ridgeway, geschaffen. Er war der Ehemann von Lady Frances Ridgeway, der Tochter und Erbin des verstorbenen 4. Earls erster Verleihung. Am 3. Juni 1719 war ihm bereits der Titel Baron Londonderry verliehen worden. Die Titel gehörten zur Peerage of Ireland und erloschen beim Tod seines jüngeren Sohnes, des 3. Earl im Jahr 1765.
In dritter Verleihung wurde der Titel am 8. August 1796 zum Robert Stewart, 1. Viscount Castlereagh geschaffen. Er war bereits am 20. September 1789 zum Baron Londonderry und am 1. Oktober 1795 zum Viscount Castlereagh, of Castlereagh in the County of Down, erhoben worden und wurde am 3. März 1816 zum Marquess of Londonderry erhoben. Alle diese Titel gehören zur Peerage of Ireland. Das Earldom ist seither ein nachgeordneter Titel des Marquess. Der spätere 3. Marquess wurde am 1. Juli 1814 zum Baron Stewart, of Stewart’s Court and Ballylawn in the County of Donegal, und am 28. März 1823 zum Earl Vane und Viscount Seaham, of Seaham in the County Palatine of Durham, erhoben. Die Titel von 1814 und 1823 gehören zur Peerage of the United Kingdom.

## Liste der Earls of Londonderry

### Earls of Londonderry; erste Verleihung (1622)
- Thomas Ridgeway, 1. Earl of Londonderry (um 1565–1632)
- Robert Ridgeway, 2. Earl of Londonderry († 1641)
- Weston Ridgeway, 3. Earl of Londonderry (1620–1672)
- Robert Ridgeway, 4. Earl of Londonderry († 1714)

### Earls of Londonderry; zweite Verleihung (1726)
- Thomas Pitt, 1. Earl of Londonderry († 1729)
- Thomas Pitt, 2. Earl of Londonderry († 1734)
- Ridgeway Pitt, 3. Earl of Londonderry (1722–1765)

### Earls of Londonderry; dritte Verleihung (1796)
- Robert Stewart, 1. Marquess of Londonderry, 1. Earl of Londonderry (1739–1821)
- Robert Stewart, 2. Marquess of Londonderry, 2. Earl of Londonderry (1769–1822)
- Charles Stewart, 3. Marquess of Londonderry, 3. Earl of Londonderry (1778–1854)
- Frederick Stewart, 4. Marquess of Londonderry, 4. Earl of Londonderry (1805–1872)
- George Vane-Tempest, 5. Marquess of Londonderry, 5. Earl of Londonderry (1821–1884)
- Charles Vane-Tempest-Stewart, 6. Marquess of Londonderry, 6. Earl of Londonderry (1852–1915)
- Charles Vane-Tempest-Stewart, 7. Marquess of Londonderry, 7. Earl of Londonderry (1878–1949)
- Robin Vane-Tempest-Stewart, 8. Marquess of Londonderry, 8. Earl of Londonderry (1902–1955)
- Alistair Vane-Tempest-Stewart, 9. Marquess of Londonderry, 9. Earl of Londonderry (1937–2012)
- Frederick Vane-Tempest-Stewart, 10. Marquess of Londonderry, 10. Earl of Londonderry (* 1972)

Mutmaßlicher Titelerbe (Heir Presumptive) ist der Bruder des jetzigen Titelinhabers, Lord Reginald Vane-Tempest-Stewart (* 1977).